# Fraret rinoceront
El fraret rinoceront (Cerorhinca monocerata) és un ocell marí de la família dels àlcids (Alcidae). És l'única espècie del gènere Cerorhinca.

## Descripció
El nom deriva d'una extensió del bec semblant a una banya (el terme anatòmic per a aquesta extensió és ramfoteca). Aquesta banya només està present en els adults reproductors, i com la beina elaborada del bec dels frarets, es desprèn cada any. Aquesta banya també posseeix propietats fluorescents, que probablement estan implicades en la senyalització reproductiva.
És un ocell pelàgic gris amb forma de pilota de futbol americà. El plomatge reproductor mostra la panxa blanca i les celles i el bigoti blancs i prims. Bec taronja, robust i distintiu amb una protuberància vertical pàl·lida a la base. Els ocells no reproductors tenen la cara menys acolorida i no tenen "banya" al bec; els juvenils tenen el bec gris. Bec més llarg que altres àlcids amb el cap més pla. Es reprodueix a les illes costaneres; si no, es troba al mar, generalment sol. Es submergeix sota l'aigua per pescar.

## Distribució
El fraret rinoceront és un àlcid del Pacífic Nord que es reprodueix des de Califòrnia (les Illes Anglonormandes) fins a les Illes Aleutianes a Alaska, a Amèrica del Nord; i Hokkaidō i Honshū, Japó, així com la península de Corea i l'illa de Sakhalin a Àsia. Passa l'hivern tant en aigües costaneres com en aigües costaneres, i mostra alguna migració. Entre octubre i abril, es produeix la migració d'un gran nombre a les aigües pelàgiques de Califòrnia, la majoria procedents de colònies de cria al nord de Califòrnia. Els que resideixen davant la costa de Califòrnia romanen a les seves zones.

## Reproducció
La reproducció té lloc a principis dels mesos d'estiu, de maig a juny. El fraret rinoceront nia en caus excavats al sòl o en coves i cavitats naturals d'entre 1 i 5 m de profunditat. Prefereix llocs de nidificació en lleugers pendents per ajudar-lo a enlairar-se, ja que el vol és maldestre. La posta és d'un sol ou que és incubat per tots dos pares durant 30-35 dies. El pollet semiprecocial s'alimenta cada nit del bec dels pares ple de peixos (a la manera dels frarets) durant 35-45 dies. Es creu que aquest comportament nocturn és una resposta a la depredació i el cleptoparasitisme de les gavines.
El frarets rinoceront són monògams i, tot i que migren a través de zones similars durant la temporada de no cria, les parelles migren per separat. Tanmateix, sincronitzen l'activitat d'alimentació un cop tornen a la colònia durant el període previ a la posta.

## Alimentació
Al mar, els frarets rinoceront s'alimenten de peixos, i també capturen krill i calamars. S'alimenten a la costa durant la temporada de cria en aigues no molt profundes. Per capturar les preses, es submergeixen fins a 57 metres de profunditat durant un màxim de 148 segons.
Els estudis de la dieta dels frarets rinoceront que nien mostren que és variable segons la ubicació del niu de l'ocell. En una illa situada a prop del mar Salish, davant de la costa de Washington, s'alimenten principalment d'ammodítids, mentre que en una altra illa també davant de la costa de Washington, s'alimenten d'anxoves i osmèrids.

## Evolució i espècies prehistòriques
El gènere Cerorhinca va evolucionar al Pacífic Nord, aparentment a mitjans-finals del Miocè. Tot i que avui només en queda una espècie, solia ser molt més diversa, tant en nombre d'espècies com en distribució. S'ha trobat fòssils fins a Baixa Califòrnia, al sud. El primer registre del clade a l'oceà Atlàntic va ser reportat per Smith et al. (2007) i suggereix que la història biogeogràfica de Cerorhinca és més complexa del que es pensava anteriorment. Les espècies prehistòriques conegudes són:
- Cerorhinca dubia (L. H. Miller, 1925) - Miocè superior del comtat de San Barbara, EUA.
- Cerorhinca minor (Howard, 1971) - Miocè superior/Pliocè inferior de l'illa Cedros, Mèxic.
- Cerorhinca reai (Chandler, 1990) - Pliocè superior de San Diego, sud-oest d'Amèrica del Nord.
- Cerorhinca aurorensis (N. A. Smith, 2011), un nomen nudum, només publicat en una tesi doctoral[11] (Formació Yorktown, Pliocè superior, Carolina del Nord, EUA.
- Cerorhinca espècie - Pliocè inferior, boscos del sud-est.

### Fluorescència del bec
Com que els frarets rinoceront són monògams i molt socials, les espècies depenen en gran manera de les característiques físiques de les altres espècies per tal de triar parella per a tota la vida. La banya prominent al bec del fraret rinoceront durant la cria és un subproducte evolutiu d'aquest comportament. El bec té característiques fluorescents quan es veu sota llum ultraviolada. Diverses espècies d'ocells són capaces de detectar senyals a través de la llum UV, la qual cosa referma l'afirmació que aquesta fluorescència també està pensada per a la cria. Tot i que la mandíbula superior i inferior també emeten fluorescència, aquest fenomen és més prominent a la banya. No hi ha proves de disparitat de fluorescència entre sexes, però la quantitat de fluorescència sí que varia individualment entre frarets.